# Ryanggang-do
Ryanggang-do ist eine Provinz in Nordkorea. Sie entstand 1954 durch Abspaltung von der Provinz Hamgyŏng-namdo. Die Hauptstadt der Provinz ist Hyesan.

## Geographie
Die Provinz grenzt im Norden an die Volksrepublik China, im Osten an die Provinz Hamgyŏng-pukto, im Süden an die Provinz Hamgyŏng-namdo und im Westen an die Provinz Chagang-do.

## Geschichte
Am 9. September 2004 kam es erstmals zu einer größeren Detonation in der Region Ryanggang-do, die als Hinweis auf einen Kernwaffentest interpretiert wurde, was die nordkoreanische Regierung abstreitet. Weitere Erschütterungen, die auf Kernwaffentests hinweisen, wurden von Organisationen außerhalb Nordkoreas auch 2013 und 2016 in einem Gebiet nordöstlich der in Ryanggang-do gelegenen Ortschaft Sungjibaegam lokalisiert. Die Regierung der Volksrepublik veröffentlichte im letzten Fall eine Pressemitteilung, in der sie einen Kernwaffentest bestätigte.

## Verwaltungsgliederung
Die Provinz Ryanggang-do gliedert sich in zwei Städte und zehn Landkreise.

### Stadt
- Hyesan-shi (혜산시; 惠山市)
- Samjiyŏn-shi (삼지연시; 三池淵郡)

### Landkreise
- Kapsan-gun (갑산군; 甲山郡)
- Kimjŏngsuk-gun (김정숙군; 金貞淑郡)
- Kimhyŏn-gun (김형권군; 金亨權郡)
- Kimhyŏngjik-gun (김형직군; 金亨稷郡)
- Paegam-gun (백암군; 白岩郡)
- Poch'ŏn-gun (보천군; 普天郡)
- P'ungsŏn-gun (풍서군; 豊西郡)
- Samsu-gun (삼수군; 三水郡)
- Taehongdan-gun (대홍단군; 大紅湍郡)
- Unhŭng-gun (운흥군; 雲興郡)